# Frickingen
Frickingen es un municipio alemán perteneciente al distrito del lago de Constanza en el estado federado de Baden-Wurtemberg. Barrios son Altheim y Leustetten.